# Niżatyce
Niżatyce – wieś w Polsce położona w województwie podkarpackim, w powiecie przeworskim, w gminie Kańczuga.

## Historia
Prywatna wieś szlachecka Niziatycze, położona w województwie ruskim, w 1739 roku należała wraz z folwarkiem do klucza Kańczuga Lubomirskich.
Otton z Pilczy – Pilecki w 1375 r. nadał rycerzowi Wierzbieńcie wieś Mikulicze (Mikulice), jednocześnie wymienił w nim wsie sąsiednie jak:Nizaczyce (Niżatyce), Sethescha (Sietesz), Ostrów. Potem te dobra dziedziczyła Elżbieta Granowska z Pileckich (ur. ok. 1372 - zm. 12 maja 1420 w Krakowie) – trzecia żona Władysława Jagiełły, królowa Polski. Była jedynym dzieckiem wojewody sandomierskiego dziedzica Sieteszy Ottona z Pilczy i Jadwigi Melsztyńskiej (matki chrzestnej Jagiełły c. Jana siostra Spytki). Gdy w r. 1384 umarł jej ojciec, odziedziczyła po nim ogromne posiadłości łańcuckie oraz Sietesz i Pilicę stając się najbogatszą panną w Polsce. Niżatyce były wzmiankowane w dokumencie z 1375 r. Podczas trwającego 13 lat małżeństwa z Wincentym Granowskim, Elżbieta urodziła dwóch synów i trzy córki. Zorganizowała tu parafię przed 1391 r. 12 grudnia 1410 r. Elżbieta została wdową i poślubiła 2 maja 1417 r. w Sanoku Króla Polski Władysława Jagiełłę. I tak Niżatyce stały się miejscowością królewską.
W 1515 r., Niżatyce należały do tzw. klucza kańczudzkiego.
We wsi znajduje się kaplica Kellermanów (1865 r.) - wystawiona kosztem Edwarda Kellermana na miejscu dawnego kościoła św. Marii Magdaleny.
W latach 1975–1998 miejscowość administracyjnie należała do województwa przemyskiego.